# Uncle Nino
Uncle Nino (bra: Tio Nino) é um filme estadunidense de 2003, dirigido por Robert Shallcross, e produzido por David James.
O filme conta sobre uma família disfuncional, que perdeu o seu rumo, e um parente distante tem a intenção de aproximar a família. O filme conta com Joe Mantegna, Anne Archer e Pierrino Mascarino no elenco.

## Sinopse
Um pai, Robert Micelli (interpretado por Joe Mantegna) se tornou um estranho para a sua família e pensa apenas no seu trabalho e no seu gramado. Após décadas sem se falar, o Tio Nino de Robert viaja à América para uma visita inesperada, com uma mala cheia de vinho italiano feito em casa. Nino ajuda todos a perceber o verdadeiro valor da família.[carece de fontes?]